# 시뮬라시옹
시뮬라크르(프랑스어: simulacre)는 존재하지 않지만 존재하는 것처럼, 때로는 존재하는 것보다 더 생생하게 인식되는 것들을 말하며, 시뮬라시옹(프랑스어: simulation)은 시뮬라크르가 작용하는 것을 말하는 명사이다. 이들은 장 보드리야르가 지은 책 《시뮬라크르와 시뮬라시옹》(프랑스어: Simulacres et Simulation)에서 나온 개념이다.
주로 대중 매체가 만들어 내어 시청자에게 각인시킴을 통해 작용한다. 책 《시뮬라크르와 시뮬라시옹》은 영화 《매트릭스》의 강력한 모티브가 된 책이기도 하다. 특히 《매트릭스》 3부작의 첫 편에는, 주인공 네오가 속이 비어 표지만 남아 있는 《시뮬라크르와 시뮬라시옹》을 꺼내는 장면을 삽입하여 이를 암시하였다. 그러나 보드리야르 자신은 《매트릭스》는 자신의 사상과는 아무런 관련이 없으며, 그 영화가 자신의 이론을 연관시키는 것은 오독의 결과라고 주장했다.

## 참고 문헌
- 《시뮬라시옹》, 장 보드리야르 지음, 하태환 옮김, 민음사, ISBN 89-374-1605-0